# Chapelle de l'Annonciation de Chignin
La chapelle de l'Annonciation de Chignin est une chapelle située en France à Chignin, dans le département de la Savoie en région Auvergne-Rhône-Alpes.
Édifiée en 1857 en tant que station du sanctuaire Notre-Dame de Myans, elle fait l'objet d'une restauration en 1956 sous le vocable de Notre-Dame de la Route.

## Situation

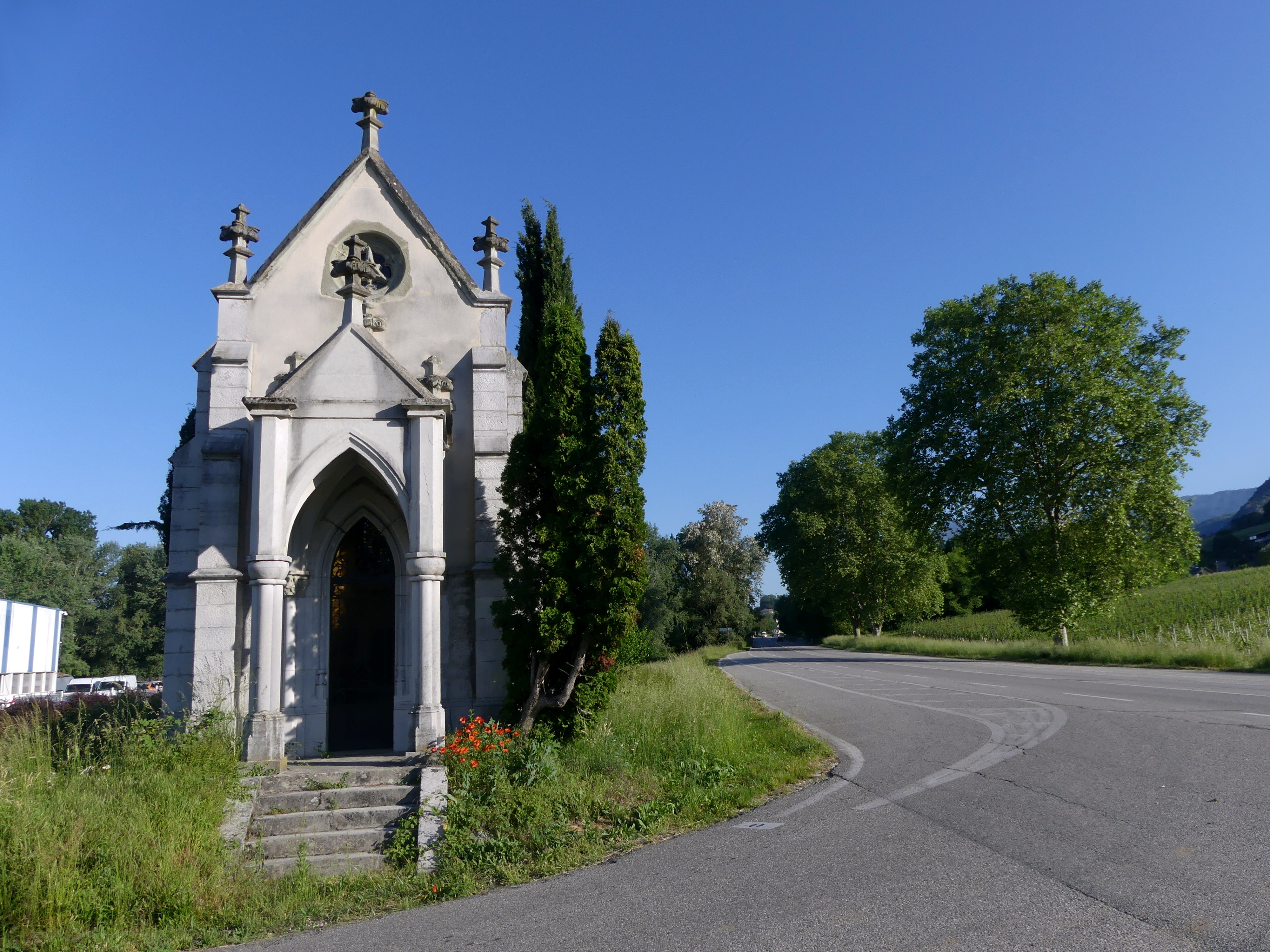
Chapelle le long de la RD 1006.

La chapelle de l'Annonciation est située sur le territoire de la commune de Chignin dans le département de la Savoie, au droit de l'ancienne Route nationale 6 menant vers l'Italie, déclassée Route départementale 1006, à 10 km au sud de Chambéry.
Bâtie à l'intersection de la route départementale 22B menant à Myans, la chapelle se situe à environ 1 km à l'est du sanctuaire Notre-Dame de Myans, duquel elle constituait une station au moment de sa construction.
La chapelle est également proche de la chapelle Saint-Anthelme qui la surplombe à l'est, chapelle comprise dans le périmètre des tours de Chignin.

## Description
La chapelle de l'Annonciation est construite dans un style néogothique, majoritairement en calcaire de Curienne situé dans le massif des Bauges proche.
Elle possède un porche constitué de voûtes à croisée d'ogives et surmonté d'un fronton triangulaire soutenu par deux piliers constitués de 4 colonnettes engagées. Celui-ci est par ailleurs orné d'un même fleuron à crochets en grès que ceux qui ornent chacun des sommets et angles de la chapelle.
La façade principale surplombant le porche ainsi que la façade opposée sont pourvues d'un oculus, tandis que les façades latérales possèdent chacune une baie.
Le vitrail de 1956 d'Escarfail, Rocca et Balmet est placé dans la baie centrale et représente la Fuite en Égypte, où le mont Sinaï peut aussi évoquer le mont Granier dont l'histoire est liée à celle du sanctuaire de Myans.
De part et d'autre du toit couvert d'ardoise surmonté d'un faîtage en fleur de lys métalliques, s'étire une balustrade contre laquelle sont placées deux gargouilles représentant des dragons.

La chapelle en 2022
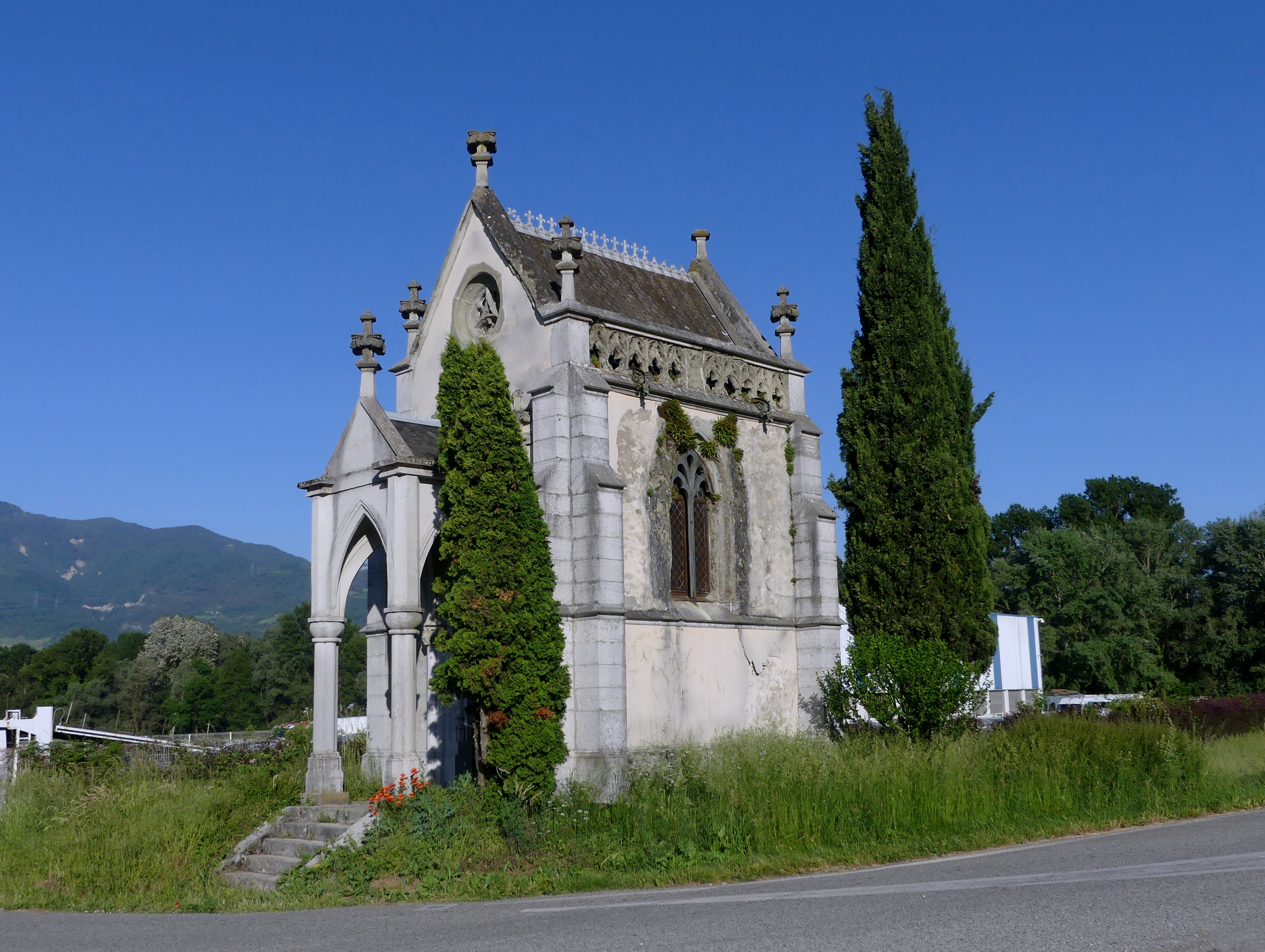
Vue latérale depuis la RD 1006.
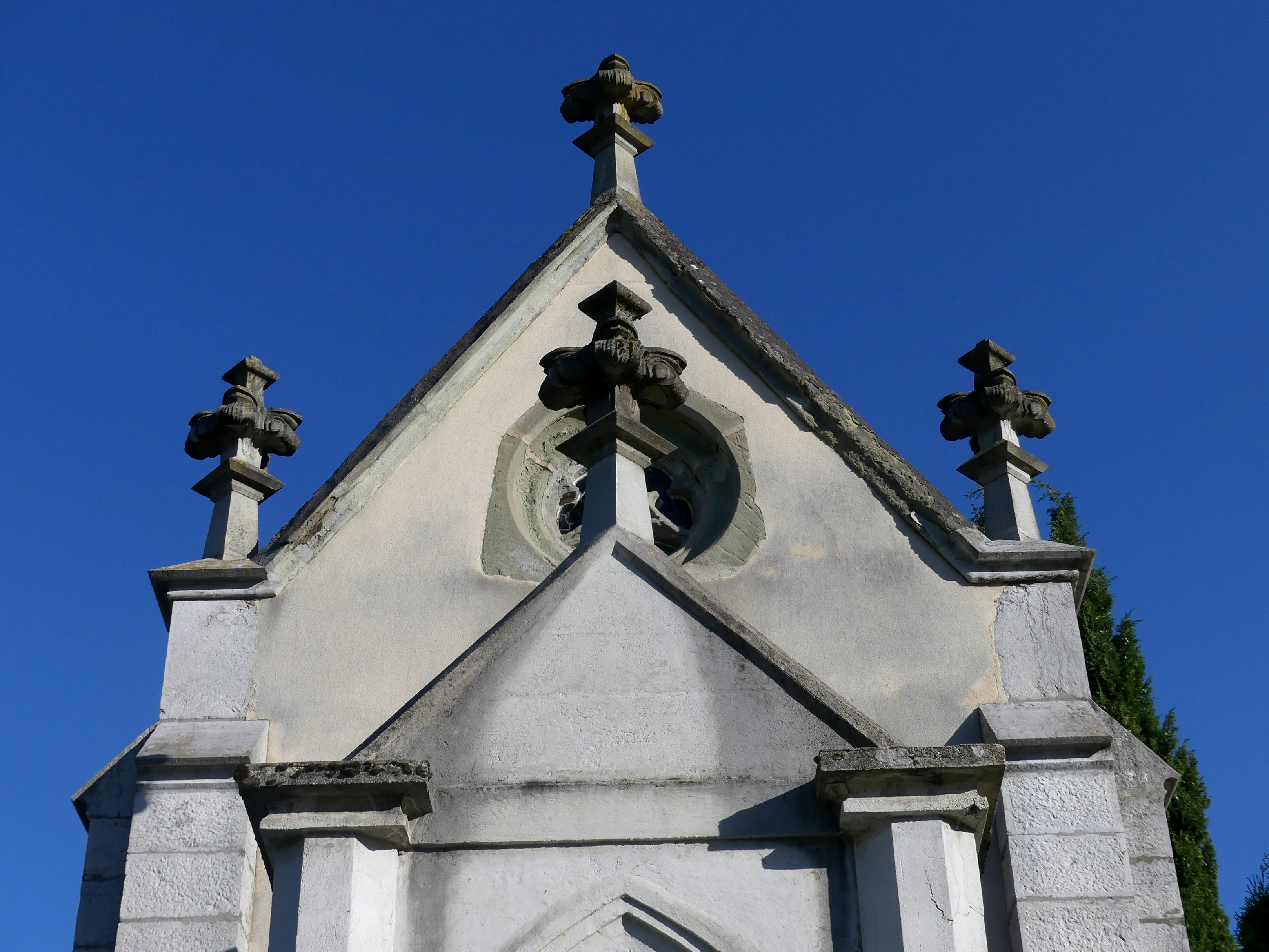
Détails du sommet et des fleurons en grès.
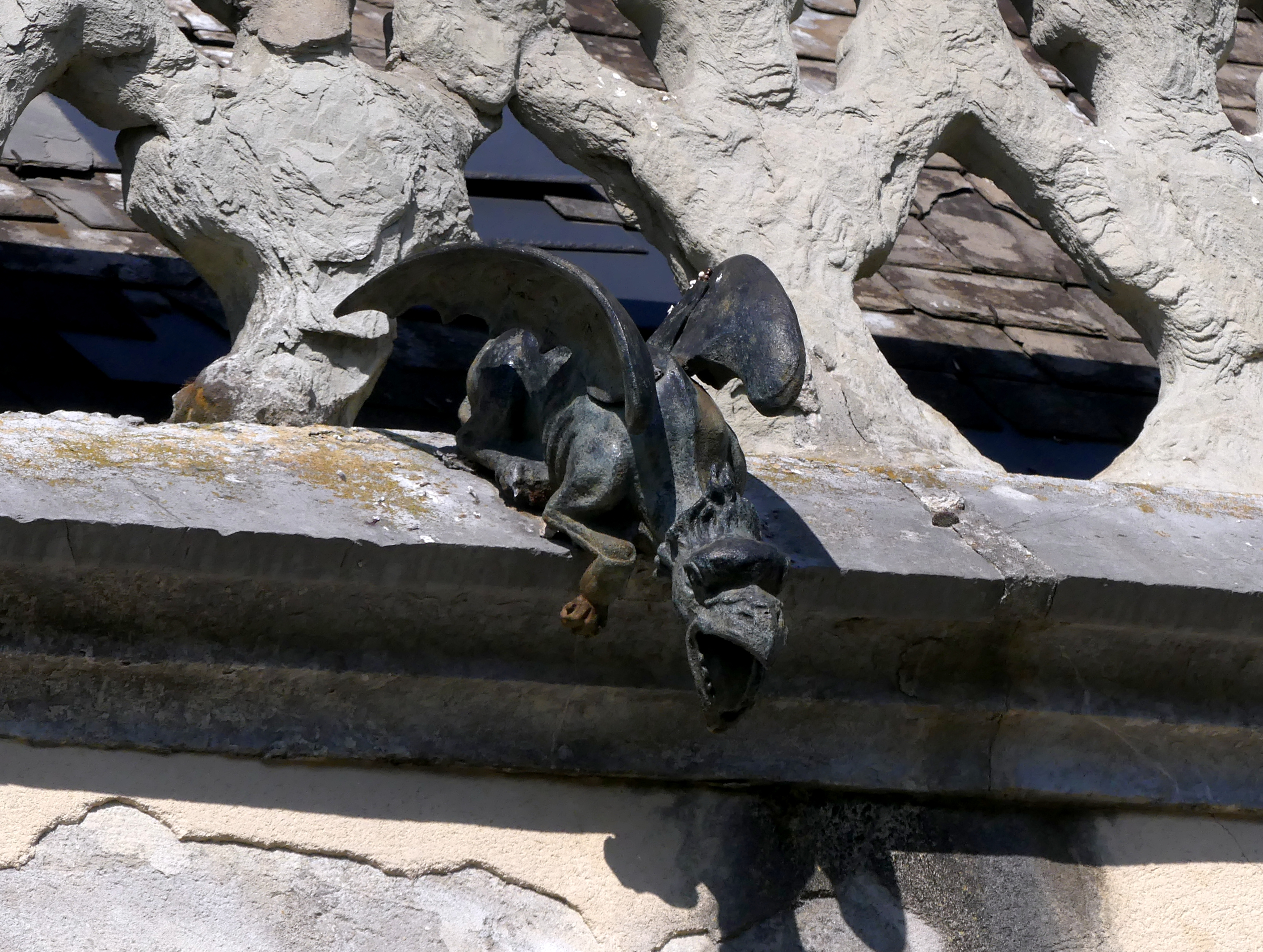
Gargouille-dragon contre la balustrade ouest.
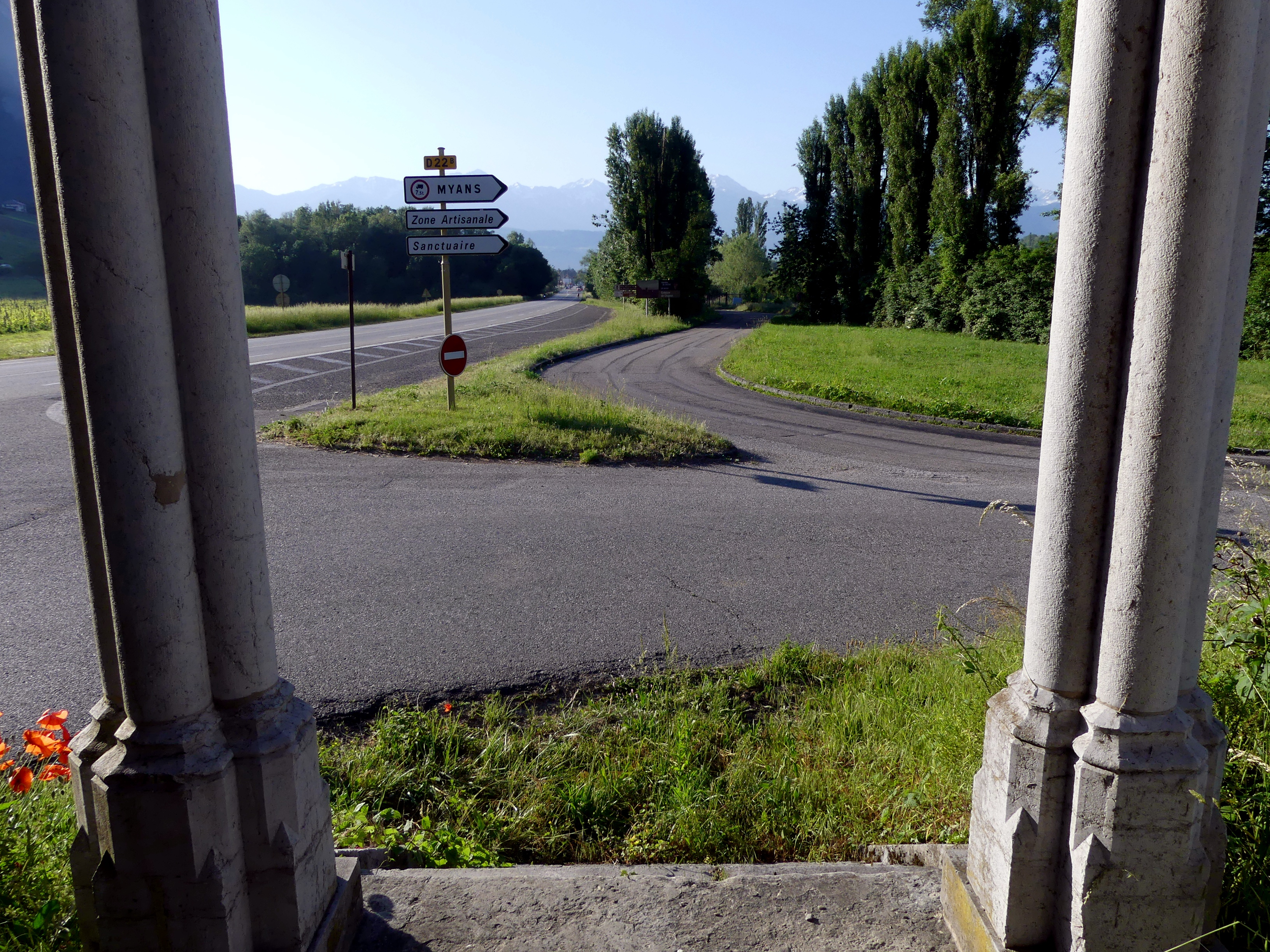
Les routes vues du porche.

## Histoire

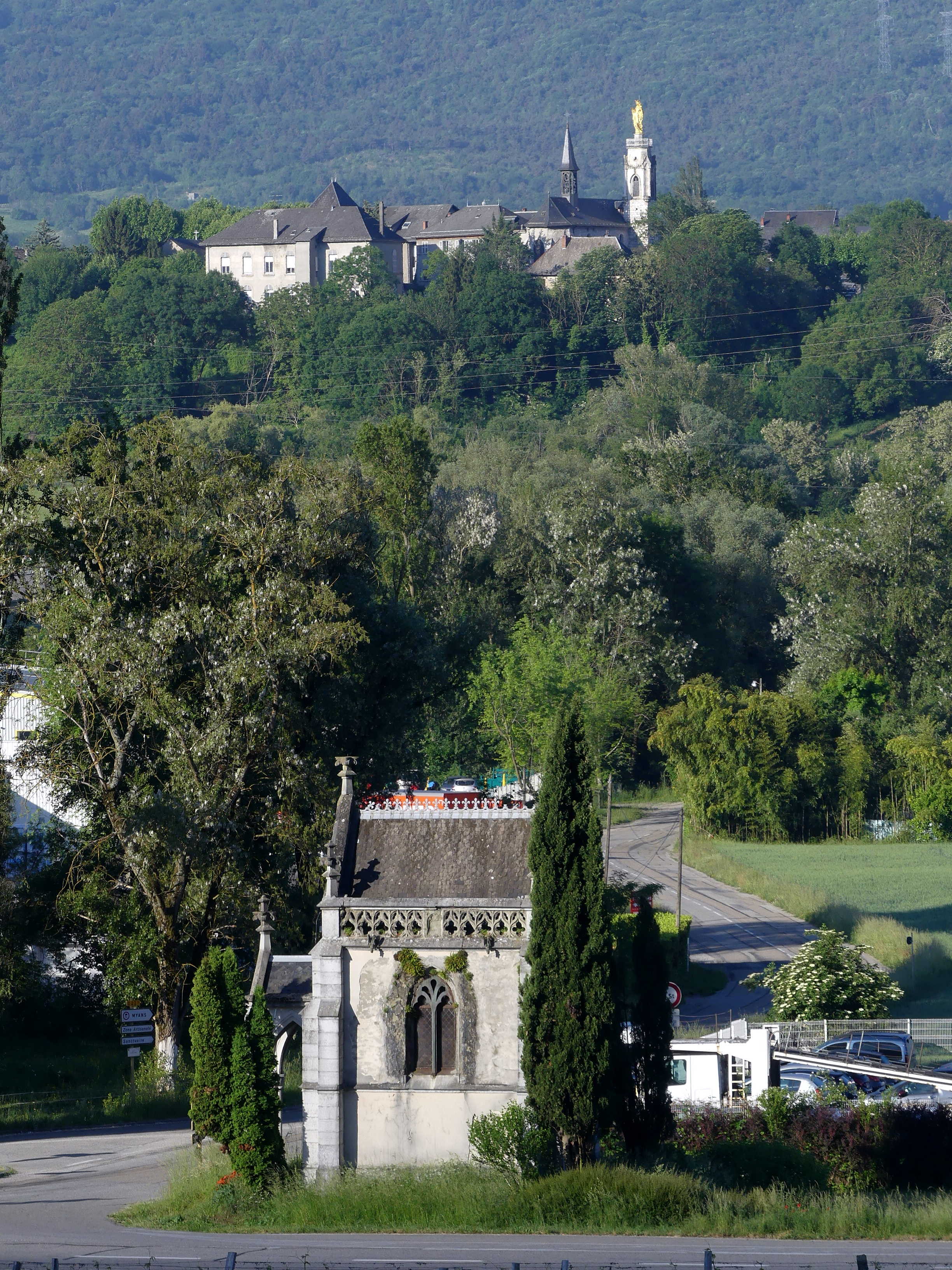
La chapelle et le sanctuaire Notre-Dame de Myans.

Alors que le 17 octobre 1855 est inaugurée la statue monumentale de la Vierge installée sur le clocher de l'église Notre-Dame de Myans, une réflexion s'engage sur la mise en valeur du lieu depuis la route royale sarde de Chambéry à Turin passant à Chignin à environ 1 km. Décision est alors prise de créer un parcours jalonné de quinze stations du Rosaire, dont la chapelle de l'Annonciation serait la première,. Son emplacement la rendrait par ailleurs particulièrement visible pour les pèlerins arrivant en train par la toute nouvelle « Station de la route de Grenoble » (devenue gare de Chignin - Les Marches) du chemin de fer Victor-Emmanuel.
Les travaux sont confiés à l'architecte Théodore Fivel et se terminent en 1857. La chapelle est par la suite inaugurée par l'archevêque Alexis Billiet le 24 mars 1858, veille de la fête de l'Annonciation.
Au cours du siècle qui suit, la chapelle subit l'isolement de sa situation, en bordure de route nationale, et fait également l'objet de pillages et de vandalismes. Puis un projet de restauration et d'éclairage nocturne de la chapelle est mené dans les années 1950, auquel l'industriel Charles Montreuil, cofondateur de l'entreprise chambérienne de transport Bourgey-Montreuil, participe. Cette participation peut être liée au nouveau vocable de « Notre-Dame de la Route », inscrit dans le nouveau vitrail et attribué à la chapelle depuis cette restauration qui s'achève en 1956.